# Kupering

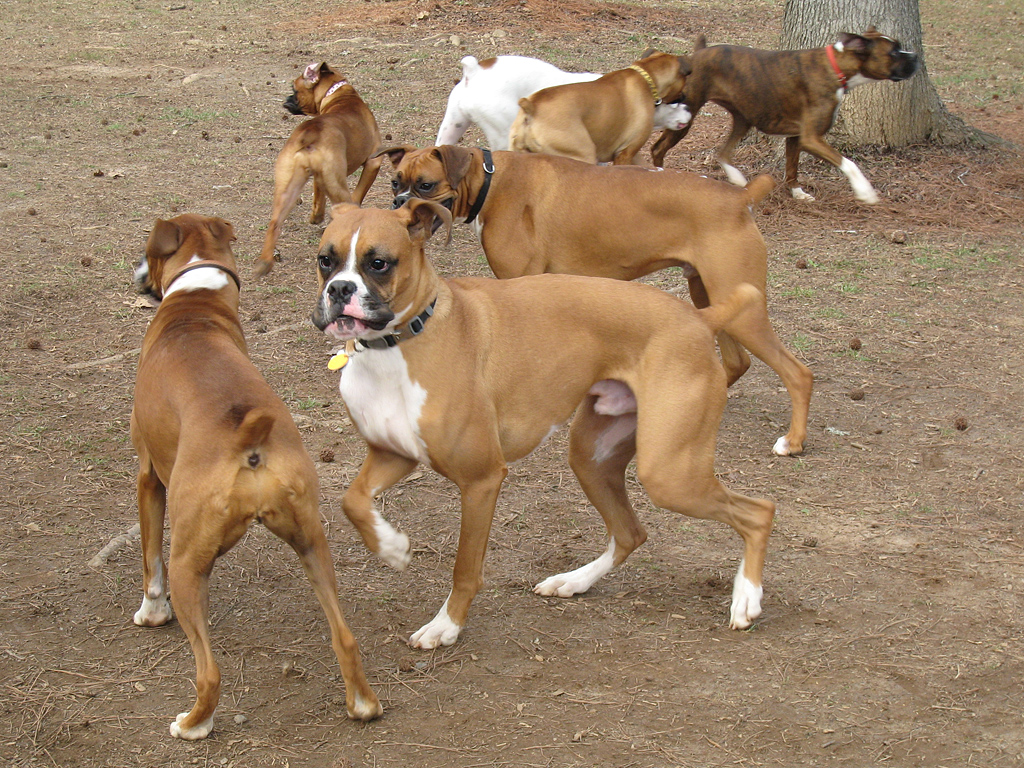
Svanskuperade boxerhundar i Atlanta 2007.

Kupering är när man "klipper av" en del av svansen eller öronen på husdjur. Detta sker framförallt på särskilda hundraser, men även på grisar, får och hästar. Orsaken till kupering av djuren kan ursprungligen vara praktisk, men det kom i några fall även att bli en del av ett utseendeideal för en ras. Vissa länder har helt eller delvis, enligt lag, förbjudit kupering av olika djurslag.

## Hundar
Några exempel på raser vars öron och/eller svansar ofta kuperas i länder där kupering är tillåten: american staffordshire terrier, boxer, dobermann, boerboel, bouvier des flandres, polski owczarek nizinny, dvärgschnauzer, bostonterrier, cane corso, gampr och rottweiler
Det finns även raser som har naturlig stubbsvans, på engelska bobtail. Exempel på sådana raser är västgötaspets (som föds med både stubbsvans och alla längder på lång svans), old english sheepdog och smålandsstövare.

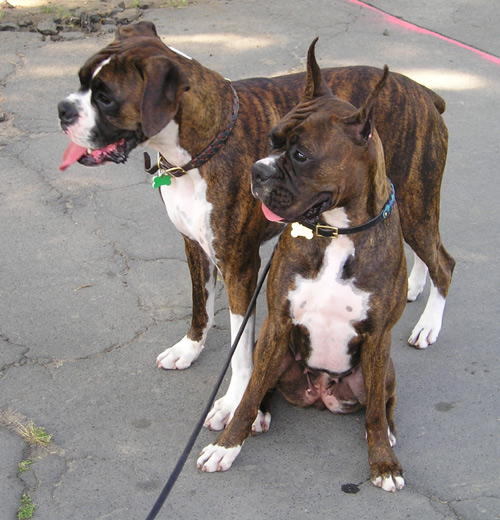
Kuperade boxerhundar. Den sittande hunden har även kuperade öron.

I Sverige är kupering förbjuden sedan 1 januari 1989.

## Grisar
Svanskupering kan utförs på grisar för att förhindra svansbitning, en beteendestörning som kan bero på stress. 
I Sverige är det förbjudet med kupering på grisar. 
Inom EU är rutinmässig svanskupering förbjudet enligt Kommissionens Direktiv 2001/93/EG där man kan läsa : "[...] svanskupering [...] får (ej) ske rutinmässigt utan endast om det finns bevis på att skador uppkommit [...] på övriga svins öron eller svansar. Innan sådana ingrepp genomförs skall andra åtgärder vidtasför att förhindra svansbitning och andra oönskade beteenden. När detta görs skall hänsyn tas till miljön i dess helhet och beläggningsgraden. Olämpliga djurhållnoingsmetoder och miljöförhållanden skall åtgärdas". I praktiken förekommer dock svanskupering i stora delar av EU, och enligt en rapport av European Food Saftey Authority (EFSA) var över 90% av grisarna som producerades inom EU kuperade 2007, trots förbudet.
I Danmark finns ett förbud mot kupering av grisar sedan 1993 som säger att det ej får ske rutinmässigt, men det tillåts enligt lagstiftningen vid behov och är trots förbudet i praktiken vanligt.